# 康紹鏞
康紹鏞（1770年—1834年），字蘭皋，又字鎛南。山西省太原府興縣（今屬呂梁市）人，清朝政治人物。

## 生平

### 中舉入仕
乾隆五十七年（1792年）壬子舉人。考取內閣中書。
嘉慶四年（1799年）己未科第三甲第四十四名同進士出身。分發兵部記名候補主事。
十年（1805年）閏六月授軍機章京。
十五年（1810年）補授兵部職方司主事，充軍機章京。
十六年（1811年）兵部職方司主事，升員外郎，仍兼軍機章京。三月，嘉慶帝巡幸五臺山，吏部議敘加恩賞給五絲緞二件。

### 平步青雲
嘉慶十八年（1813年）：兵部職方司員外郎。五月升郎中。十二月擢鴻臚寺少卿。河南滑縣天理教匪起事，直隸奸民響應。康紹鏞隨駕扈蹕，把直隸畿輔、山東、河南地形險易情形、將帥優劣、各鎮兵籍，整理列冊進呈，得到嘉慶帝知遇。當時有大名縣人士司敬武、馬永福等十餘人傭工前往熱河、錦州，獲悉京畿南方有亂，快速返回，過山海關時遭到守關官吏拘捕，指控他們預聞逆謀，刑逼認罪，副都統額勒金布輕率定讞奏報。嘉慶帝命康紹鏞會同內閣學士文孚前往審鞫，揭穿其受到誣陷並釋放他們。於是彈劾副都統及以下官員以至弁兵，都依律論處。
十九年（1814年）鴻臚寺少卿。二月遷通政使司參議，充方略館提調官。七月升大理寺少卿。同月十六日陞授安徽布政使。閏二月，受命與通政司副使琦善前往江蘇審訊睢寧縣監生王璽赴京控訴的命案，將毆殺王墊的史嘉言依律論罪。任布政使後上疏：「皖省各屬倉穀虧短，逐款察覈，酌議章程，諭確實查明，分別追補。」安徽時值大水災，有四十餘州縣受災，倉穀缺乏，庫存儲糧不足供給，康紹鏞廣勸鄉紳、商人各自捐貲賑恤其家鄉，與官方賑濟同時進行，災民賴之得以生存。

### 封疆大吏
嘉慶二十一年（1816年）安徽布政使。四月二十六日升授安徽巡撫加兵部右侍郎、都察院右副都御史提督軍務銜。六月召京陛見。誥授資政大夫。奏報開始挑築宿州等處的黃河大堤工程。九月，奏報英吉利國貢使已入安徽省境，行走安穩無擾。十一月，安慶府等六府水災，奏請賑恤並緩徵賦稅。准允。十二月，奏陳宿州、五河縣等災後州縣需要接濟。
二十二年（1817年）安徽巡撫。一月，奏報遵照旨意，監督各屬嚴格緝捕鹽梟及紅鬍捻匪。二月，覆查安徽省保甲實施情形。四月，奏請以全椒縣知縣楊國榮調任宣城縣，嘉慶帝認為楊國榮多次遭到吏議不應調任，申飭康紹鏞。九月，因按察使司獄囚逃逸，下吏部議處。十月，奏報安徽省五河等縣水災，並請緩徵錢糧。十二月，清查安徽省各屬倉庫虧缺之數目。因虧空公款尚未補完，被傳旨申飭。
二十三年（1818年）安徽巡撫。宿州、靈壁縣因為睢河堤堰崩塌未重修，連年水患；康紹鏞親自前往視察、奏請修復。又修築無為州黃絲灘臨江堤一千二百餘丈。以太湖縣等縣水災，奏請緩徵獲准。先後捕獲鳳陽府、潁州府等府土匪五十餘人，置諸法。康紹鏞清查後上奏開列安徽省虧空一萬兩以上之知縣，嘉慶帝下嚴旨將多人革職並監控、追索欠款。
二十四年（1819年）安徽巡撫。閏四月一日改廣東巡撫。九月，兼署兩廣總督印務。二月，因宿松縣民王金秀被盜劫案懸宕三年，下部議處。康紹鏞奏報暹羅國王鄭佛遣使齎捧表文、方物「來廣恭進例貢」，九月二十六日自廣東起程進京，所有員役、沿途所需民夫、馬匹、船隻、廩糧，照例填給勘合應付，遴委廉州府知府何天衢等伴隨護送赴京。十一月，奏歸善縣等縣水災，請賑恤緩徵獲准。
道光元年（1821年）：廣東巡撫，六月三日召京。八月署禮部左侍郎。道光帝下詔命各省清查陋規、雜稅，康紹鏞疏陳：「廣東州縣所資辦公，專在兵米折價。因產穀少，民間皆原折納，相沿已久。在馴謹良民，向依舊規完納，而刁生劣監，不能無抗欠。有於正數之內絲毫無餘者，更有於正賦之內收不足數者，州縣往往以贏補絀，自行償補。今若定為折收額數，則所浮之價，悉為應輸之額，其掛欠代償，恐較前益甚。況貪官污吏，視所加者為分內應得之數，以所未加者為設法巧取之數。雍正時將地丁火耗酌給養廉，議者謂正賦之外又加正賦，將來恐耗羨之外又加耗羨。八九十年以來，錢糧火耗，視昔有加，不出前人所慮。兵米折價，與之事實相近。即能明察暗訪，堅持於數年之間，斷難遠慮 周防，遙制於數十年之後。至雜稅及舟車、行戶、鹽當、規禮等款，名目不一，或此有而彼無，或此多而彼寡，願者減其數以求悅，黠者浮其數以取贏。究之浮者即浮，數已定而難改；減者非減，事甫過而仍加。此時毫髮未盡之遺，即將來積重難返之漸。其中更有強狡之徒，向不完納平餘，致饋規禮。今以案經奏定，在有司視為當然，在小民視為非舊，兩相脅制，互為告訐，既不能指為官吏分外婪索，予以糾彈；又不能因民間不繳陋規，懲以官法：寬嚴兩窮。是雜稅諸項之 難於清釐，較兵米折價尤甚。且各項所入，既名陋規，逐款臚列，上瀆聖聽，於國家體制，亦殊未協。事有窒礙，不敢不據實密陳。」奏摺遞入，與兩江總督孫玉庭所議相同，此事於是中止。八月，以禮部左侍郎身份偕同吏部尚書松筠前往浙江審理有疑點的案件。丁母憂歸鄉。
四年（1824年）服闕，二月四日補署禮部左侍郎。三月一日授廣西巡撫。九月，康紹鏞審理那馬司土民黃天保等京控案件，奏請嚴禁土司科派擾民，並懲處刁蠻濫訟的土民、土目。有匪徒許光勳等聚眾拜會，康紹鏞捕誅之。又奏報粵西竊盜盛行，是因舊案逃逸的匪徒潛匿勾結導致，隨即派遣文武官吏嚴加查緝，捕獲逃犯二百餘人，並請鼓勵辦案的州縣雜佐，都獲准。邊境於是安定下來。

### 力理湘政
道光五年（1825年）廣西巡撫。八月三日改湖南巡撫。編查洞庭湖漁船，以軍隊的方式編伍，減少盜賊容身處。澧州直隸州諸湖泊上游為涔水，下游入洞庭湖，兩岸都是垸田，地勢低下，排水不暢；康邵鏞檄令各道、府率領所屬履勘、疏濬，於是得到可耕田一萬四千餘畝。奏請蠲免淤田賦一萬一千餘畝，道光帝聽從之。
六年（1826年）湖南巡撫。原先監察御史賀熙齡疏請將洞庭湖面恢復舊規，委派官員巡邏查緝，道光帝敕令督撫查奏。康紹鏞偕同湖廣總督嵩孚勘查，十月上奏，認為湖面遼闊，委任官員實際難以巡查週延，且容易使地方官憑恃有專人稽查，導致觀望鬆懈。奏請按照界址，指令濱臨湖邊的州縣、營汛各在自己管轄的區段內督率兵役，發現賊匪便互相防堵，並隨時派員查核勤惰。既然要求的任務專一，巡防更加縝密，可期待除盡匪徒、肅清湖面。十月，湖南水災，奏報勘察醴陵縣、攸縣、茶陵州三州縣災情，遵旨先行分別賞卹、並查辦各官員責任事宜。將醴陵、攸縣、茶陵三州縣衙署、倉庫被水衝坍，康紹鏞奏請籌款修建，應賠倉穀、銀兩斟酌議定分期賠償補回。遭沖失的穀石照例豁免，其發霉浸爛的穀物每石還可兌換錢二三百文，照成案指示該州縣變價後分別捐湊、買補還倉。都得到允准。十二月，康邵鏞獲賞《續纂大清通禮》一部。奏請以病癒不久的知縣調署苗疆重要職缺，因與慣例不符，遭申飭。
七年（1827年）湖南巡撫。以辰沅永靖道管轄苗疆距離省治較遠，奏請將一般遣犯交由巡道勘明後詳細轉報巡撫；道光帝認為辰州府距離省治不遠，仍照舊辦理，其餘則准許由巡道審訊轉報。五月，參劾將命案隱匿、不詳報或請檢遲延的各署任知縣。六月，特奏參劾倉穀儲糧短缺的知縣。其中永明縣知縣張汝說應交常平倉穀，虧欠達到五千五百餘石，奉上諭將其革職拿問。十月，秋收後完成覆查保甲情形。
八年（1828年）湖南巡撫。二月，參劾追比客欠被控失手杖斃的試用雜役、以及濫權委任代行追比的通判、勘驗報告含混的知縣，康邵鏞奏請奉諭旨分別將其革職、解任、審辦。五月，獲道光帝賞賜藥錠。九月，奏請准將已故湖南籍大學士劉權之入祀鄉賢祠，得到上諭准許。十月，以醴陵等縣水災奏請緩徵；又屯田遇乾旱，也請緩徵，並借支儲糧紓困。都得旨意允許。十二月，奏言：「桂陽州屬石家巖、長富坪二處鉛廠，嘉慶年間定解鉛二十五萬斤。近來產砂短少，祇可採辦五萬三千斤。請減額辦解。」諭旨回覆：「姑允所請，嗣後仍照部議定額不得短絀。」
九年（1829年）湖南巡撫。召京陛見。入覲，向道光帝面陳苗疆設立苗弁名額過多，苗弁仗勢虐待、役使苗民，易激起衝突事端；請求斟酌其能夠裁併省去的，遇缺不補。但湖廣總督嵩孚對此提議意見不合，於是不實行。
十年（1830年）湖南巡撫。六月召京陛見，六月九日起調署工部左侍郎。九月七日授光祿寺卿。正月，奏報屯田遭水災，民丁人力不濟，請求將應運漕糧用船暫停造運。朝廷聽從之。
十一年（1831年）光祿寺卿。京察，正月二十六日以湖南巡撫任內建設廢弛，降為四品頂戴，令休致。
道光十四年（1834年）卒，年六十五。

## 評價
- 《清稗類鈔》恩遇類．康紹鏞受知仁宗：「興縣康光祿紹鏞值軍機時，勤於趨職，專心掌故，以周知當世之務為急，大樞董文恭、戴文端、盧文肅諸公咸倚如左右手。嘉慶癸酉，林清倡亂畿南，山東、河南響應。康方隨扈，即以各省應行防堵之處，及將弁姓名、曾否經歷行陣、所轄兵數多寡，記之小冊，以自隨。會上詢問各要隘將弁，當軸即以其冊進，上由是知其才可大用，遂擢鴻臚卿，敭歷封疆，於此兆矣。」
- 道光十一年正月上諭：「康紹鏞前在湖南巡撫任內，諸事廢弛不能整頓，著降四品頂戴休致。」指責康紹鏞未能有足夠積極之施政建設。
- 《清史稿》評論：「宣宗以恭儉為治，一時疆臣多清勤之選。（康紹鏞）等或由卿寺受知，或以守令拔擢，雖間有旋倔旋起、晚置閒散者，其猷為要並可觀焉。」肯定其清廉操守。

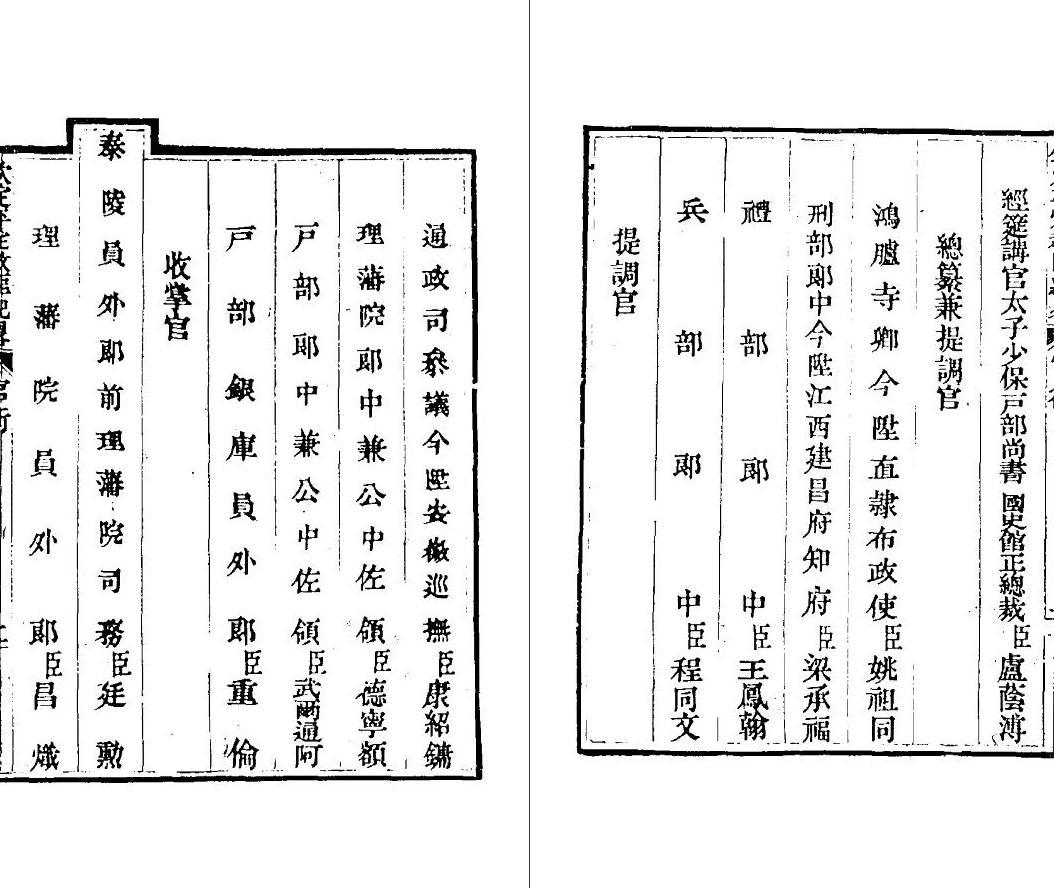
《欽定平定教匪紀略》職名官銜

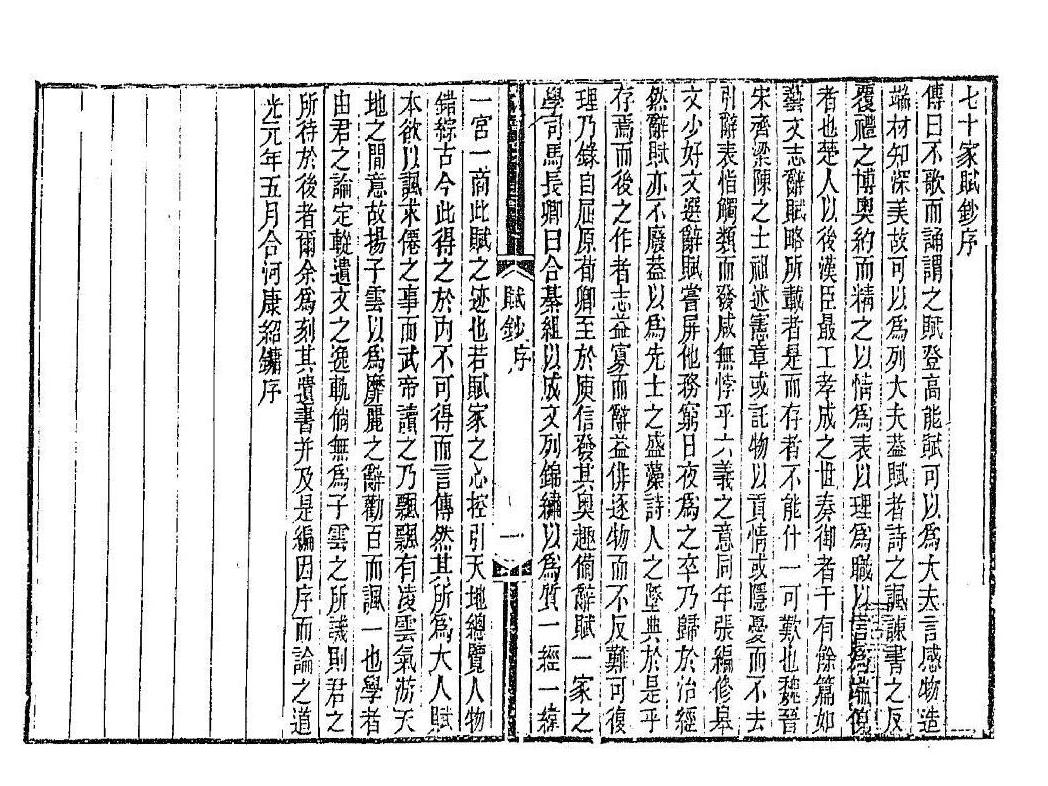
康紹鏞所作《七十家賦鈔》序

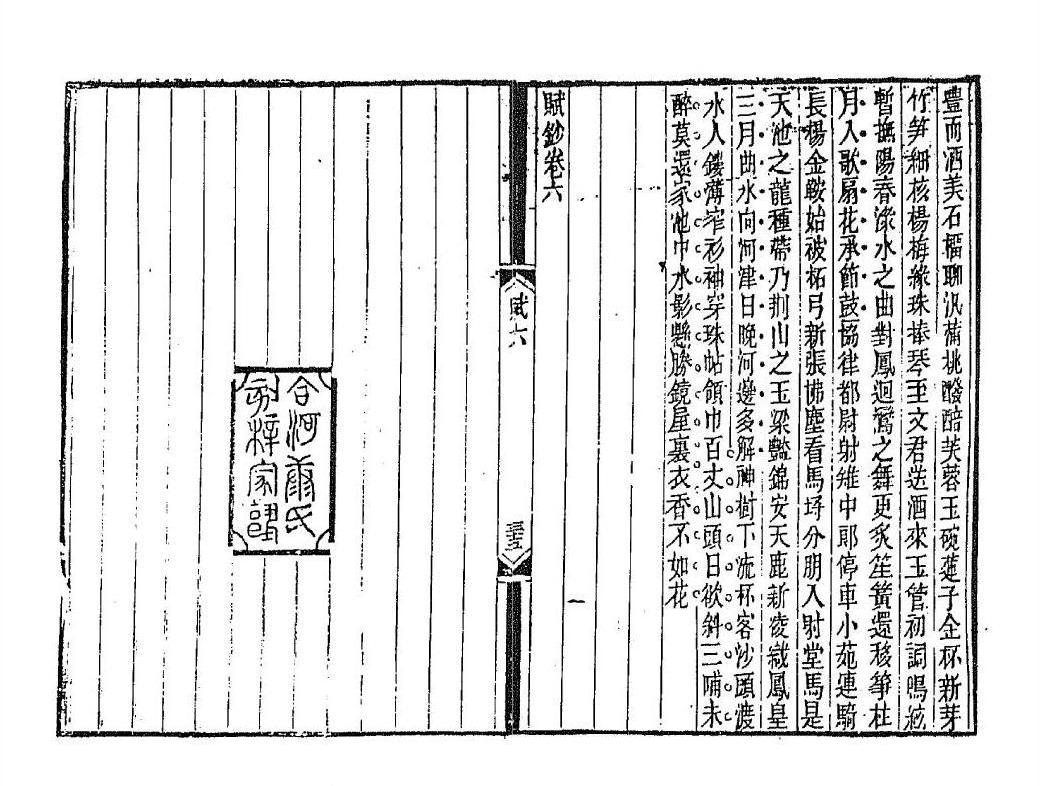
《七十家賦鈔》書末「合河康氏刻梓家塾」印

## 著作
- 《欽定平定教匪紀略》提調官[21]
- 嘉慶二十五年〈籌補安省歷年虧空疏〉收錄於魏源《清經世文編》卷二十七．戶政二．理財下
- 刊印姚鼐《古文辭類纂》，作〈序〉[22]
- 刊印張惠言《七十家賦鈔》，作〈序〉
- 刊印李兆洛《駢體文鈔》

## 家族
- 父：康基淵，乾隆十七年進士、江西廣信府知府。
- 叔：康基田，乾隆二十二年進士、南河總督。
- 兄弟：
  - 康儀鈞，乾隆三十三年舉人、內閣中書。
  - 康綸鈞，乾隆五十二年進士、陝西學政。
  - 康文鐸，嘉慶五年舉人。大挑二等。县教谕。易学家。
  - 康維錦，嘉慶十五年舉人、署信陽州場大使。
- 從兄弟：
  - 康倫鈞。康基渊子，过继给康基田。
  - 康亮鈞，嘉慶元年恩廕、直隸順德府知府。
- 子：康兆奎，正二品恩廕，刑部郎中。

## 师友
- 師：姚鼐。
- 友：李兆洛。

## 延伸阅读
[在维基数据编辑]
 《清史稿·卷381》，出自趙爾巽《清史稿》